# Lis Tiger Club
O Lis Tiger Club é uma associação desportiva sem fins lucrativos, com sede em Colmeias. O local principal de treino localiza-se em Boa Vista, Leiria. 
Fundado em 2006, vocacionado para o ensino de artes marciais, a crianças e adultos. 
Neste momento tem cerca de 250 atletas praticantes de Judo e Kickboxing/Muay Thai, nos diversos escalões, dando ênfase aos escalões de formação.

## Modalidades
O Lis Tiger Club tem em funcionamento 8 turmas de Judo e 2 turmas de Kickboxing/Muay-Thai.
Judo
- 3 aos 5 anos
- 6 aos 9 anos
- + 10 anos

Kickboxing/Muay-Thai
- Treino Geral (+ 6 anos de idade)

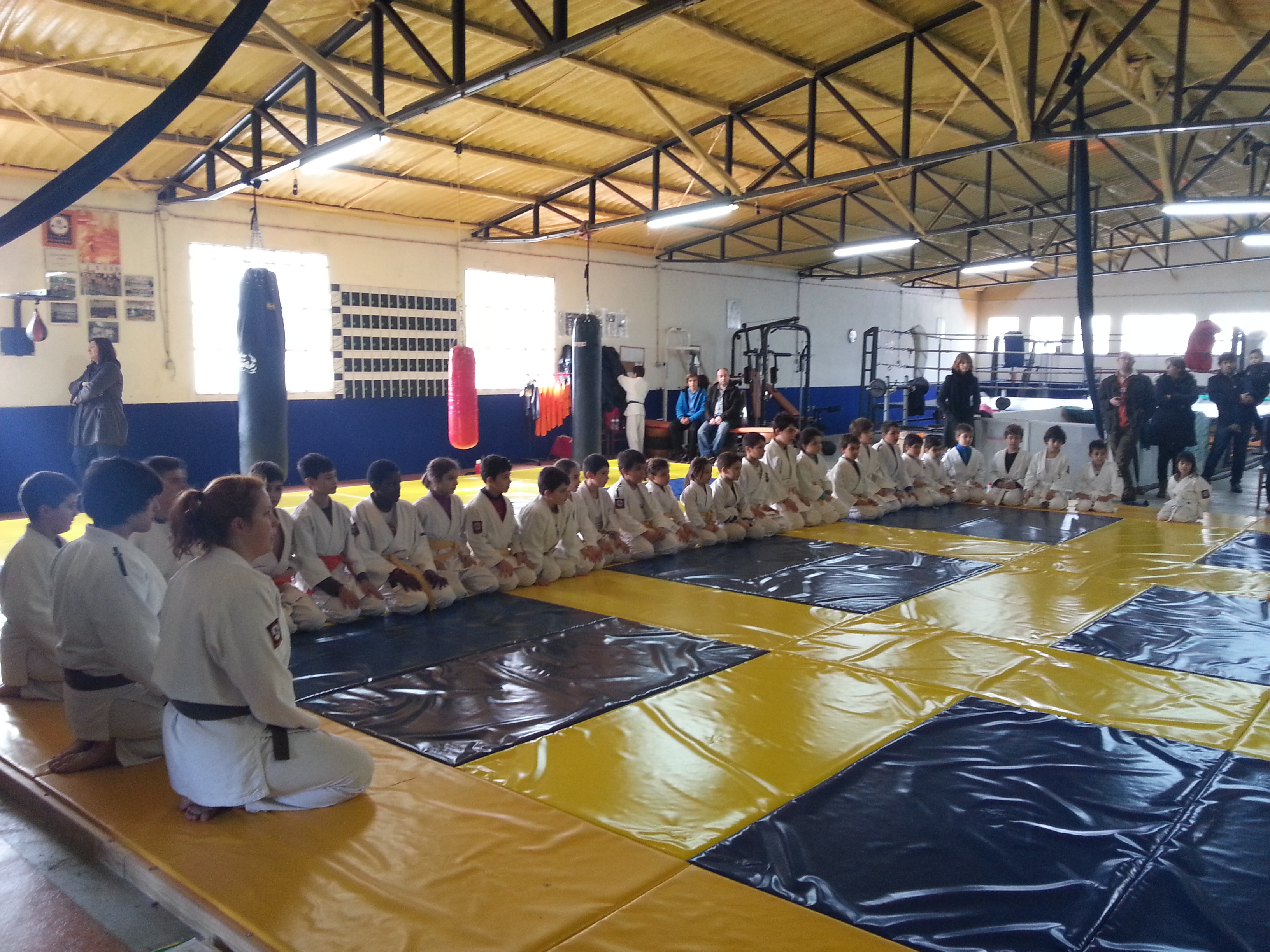
Turma de Judo

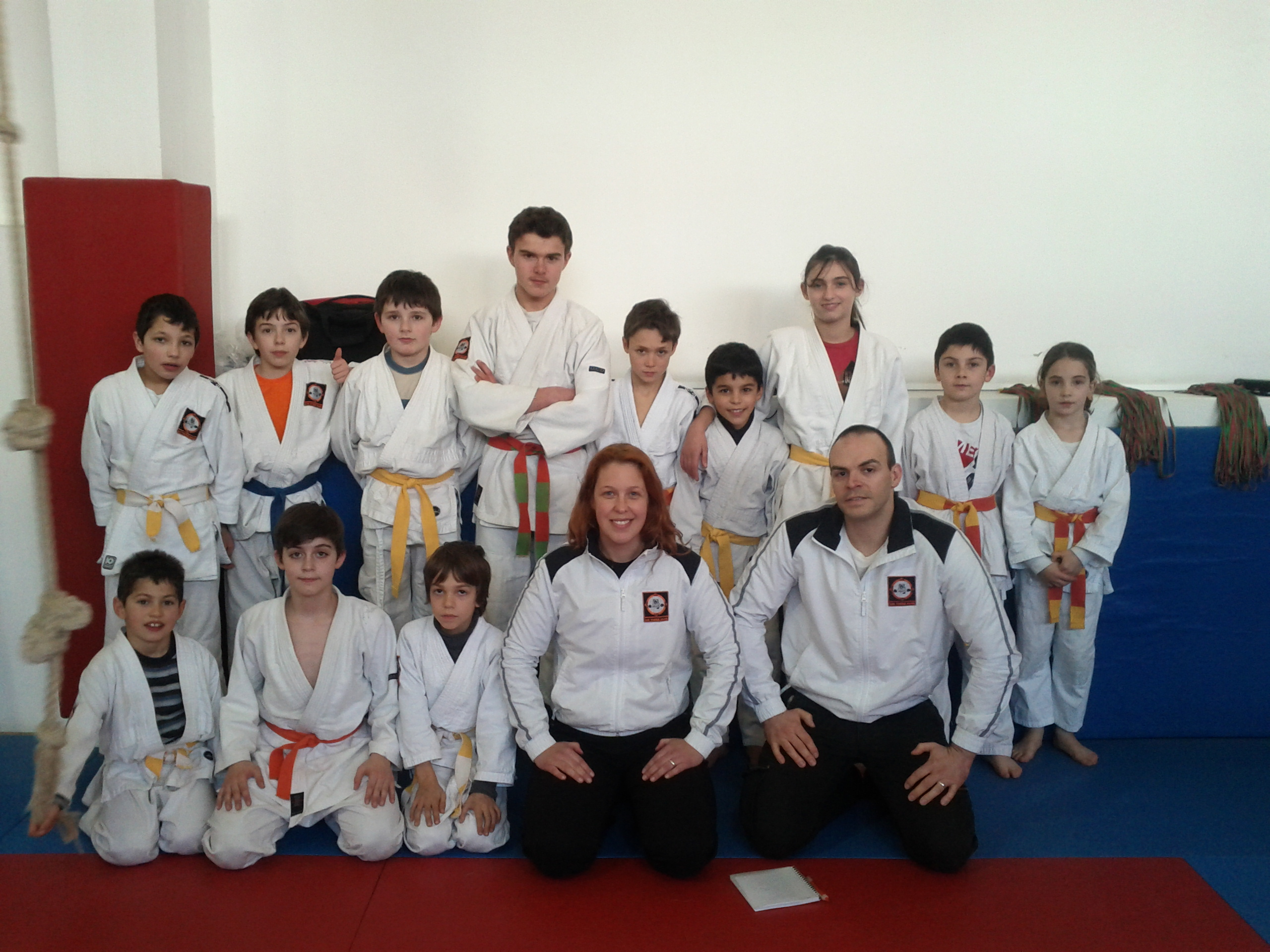
Participação numa prova de Judo

- Treino Personalizado (+ 6 anos de idade)

## Local de Treino
Os treinos são realizados na Rua Nossa Senhora das Dores, Boa Vista. São cerca de 400 m2 de espaço para a prática destas artes marciais.

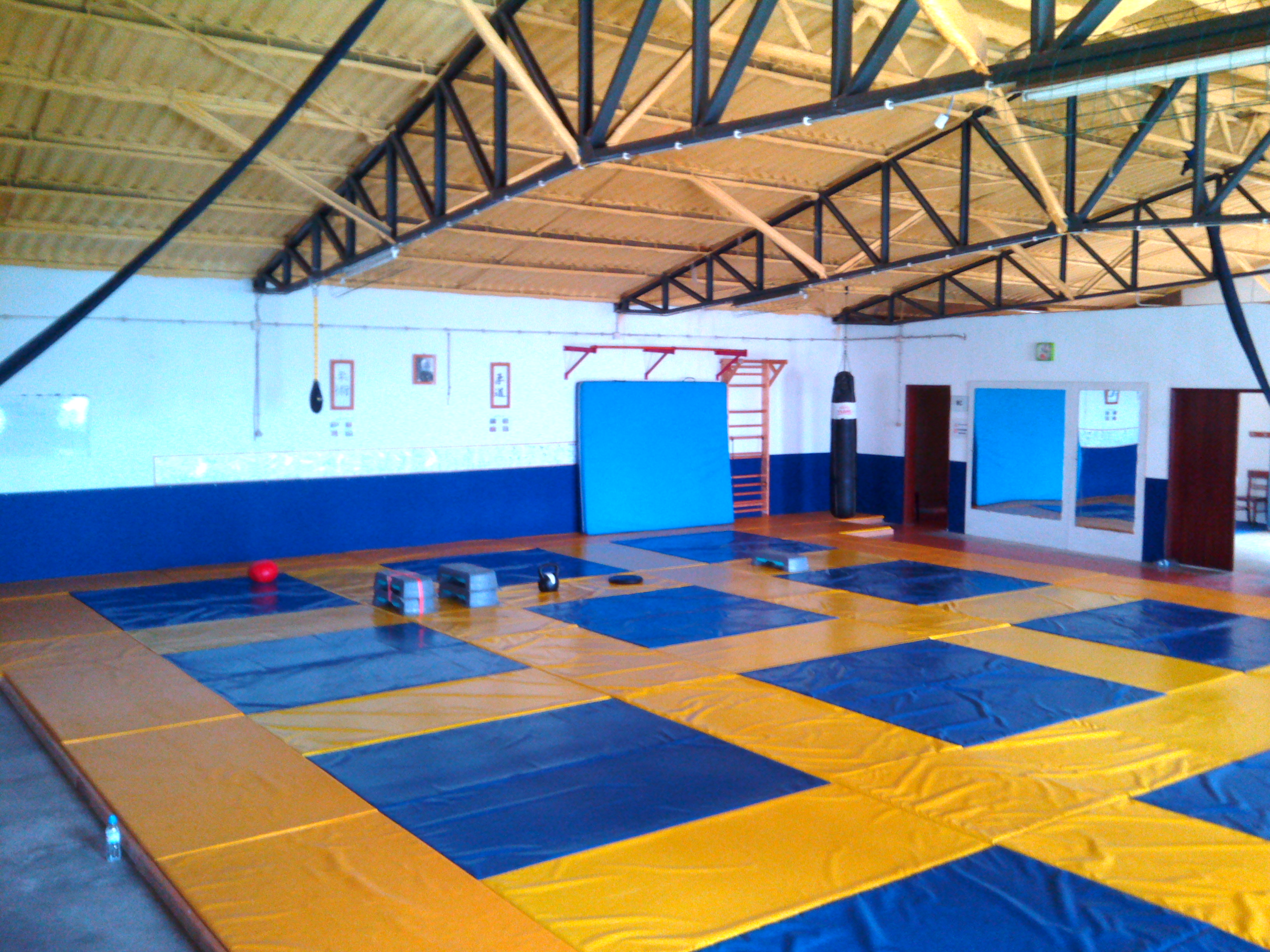
Tatamis para o treino de Judo e Kickboxing/Muay Thai

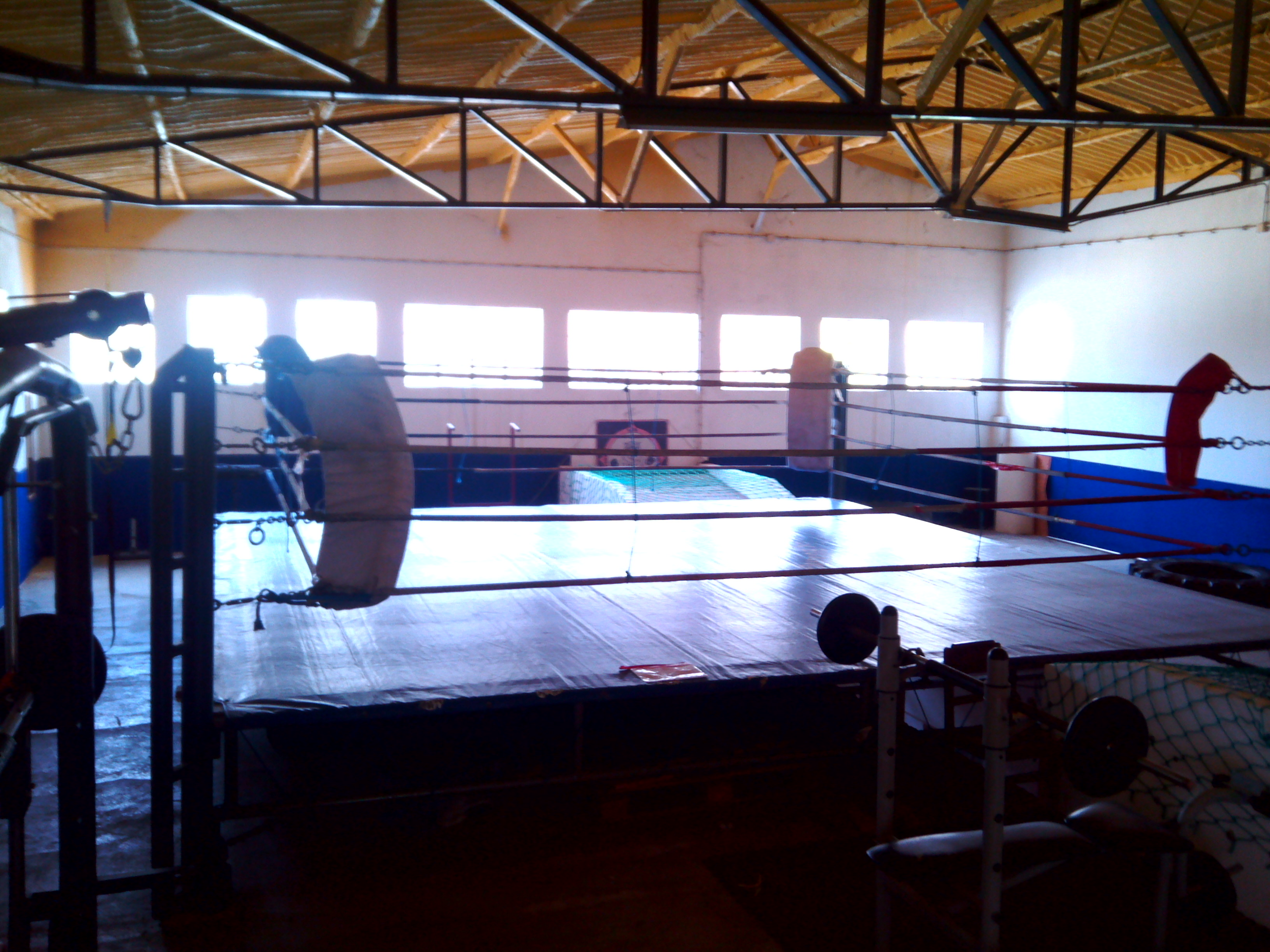
Ringue permanente para Kickboxing/Muay Thai

## Títulos dos Treinadores

### Rui Dinis
1º Lugar Torneio Nacional de Esperança -71KG em 1995
2º Lugar Campeonato Nacional Outono de Esperanças -71KG em 1995
3º Lugar Campeonato Nacional de Esperanças -71KG em 1995
3º Lugar Torneio Nacional da Federação Portuguesa de Judo -78KG em 1996
Participação em mais de 100 campeonatos de Judo.

### João Severino
Campeão Regional (centro) de Light-Kick -84KG em 2005
Vice-Campeão Nacional de Light-Kick -84KG em 2005
Campeão Nacional de Muay-Thai +91KG em 2008
Campeão Regional de Semi-Contacto -89KG em 2011
Campeão Nacional de Semi-Contacto -89KG em 2011
Campeão Nacional de Muay-Thai -86KG em 2012
Campeão Regional de Light-Kick -94KG (Veteranos) em 2013
Campeão Nacional de Light-Kick -94KG (Veteranos) em 2013
Campeão Nacional de Semi-Contacto -94KG (Veteranos) em 2014

## Títulos por Equipa
1º Lugar no campeonato regional (centro) de K1 na época 2008/2009
3º Lugar no campeonato regional (centro) de Light-Kick na época 2008/2009
1º Lugar no campeonato regional (centro) de K1 na época 2009/2010
3º Lugar no campeonato nacional de Muay-Thai na época 2010-2011
1º Lugar no campeonato regional (centro) de Semi-Contacto na época 2010/2011
1º Lugar no campeonato regional (centro)de K1 na época 2010/2011
3º Lugar no campeonato regional (centro)de Light-Kick na época 2010/2011
1º Lugar no campeonato regional (centro) de Semi-Contacto na época 2011/2012
1º Lugar no campeonato regional (centro) de K1 na época 2011/2012
2º Lugar no campeonato regional (centro) de Semi-Contacto na época 2012/2013
1º Lugar no campeonato regional (centro) de K1 na época 2012/2013
1º Lugar no campeonato nacional de Muay-Thai na época 2013/2014
3º Lugar no campeonato nacional de K1 na época 2013/2014
1º Lugar no campeonato regional (centro) de K1 na época 2013/2014
1º Lugar no campeonato regional (centro) de Light-Kick na época 2013/2014
3º Lugar no campeonato regional (centro) de Semi-Contacto na época 2013/2014

## Títulos Nacionais alcançados pelos Atletas
| Ano       | Modalidade    | Atleta            | Escalão   | Categoria/Peso |
| --------- | ------------- | ----------------- | --------- | -------------- |
| 2007/2008 | Muay-Thai     | Lauro Sousa       | Juniores  | -54 Kg         |
| 2007/2008 | Muay-Thai     | Nélio Oliveira    | Seniores  | -67 Kg         |
| 2008/2009 | Muay-Thai     | Micael Lavos      | Seniores  | -54 Kg         |
| 2008/2009 | Muay-Thai     | Fábio Santos      | Seniores  | -81 Kg         |
| 2008/2009 | Muay-Thai     | João Severino     | Seniores  | 91 Kg          |
| 2008/2009 | K1            | Susana Capelo     | Seniores  | 70 Kg          |
| 2009/2010 | Muay-Thai     | Pedro Batista     | Seniores  | -81 Kg         |
| 2010/2011 | Muay-Thai     | João Parente      | Seniores  | 91 Kg          |
| 2010/2011 | Light-Kick    | Beatriz Campos    | Iniciados | 50 Kg          |
| 2010/2011 | Semi-contacto | Gonçalo Pereira   | Seniores  | -74 Kg         |
| 2010/2011 | Semi-contacto | João Severino     | Seniores  | -89 Kg         |
| 2011/2012 | Muay-Thai     | Maria Matias      | Juniores  | -60 Kg         |
| 2011/2012 | Muay-Thai     | João Severino     | Seniores  | -86 Kg         |
| 2011/2012 | Light-Kick    | Márcia Ramos      | Iniciados | -45 Kg         |
| 2011/2012 | K1            | Maria Matias      | Juniores  | -60 Kg         |
| 2011/2012 | K1            | Telmo Lourenço    | Juniores  | 91 Kg          |
| 2012/2013 | Light-Kick    | Raul Leandro      | Juvenis   | -40 Kg         |
| 2012/2013 | Light-Kick    | Beatriz Campos    | Juvenis   | -60 Kg         |
| 2012/2013 | Light-Kick    | João Severino     | Veteranos | -94 Kg         |
| 2012/2013 | K1            | Nicole Sena       | Juniores  | -60 Kg         |
| 2013/2014 | Muay-Thai     | Joana Noivo       | Juniores  | 65 Kg          |
| 2013/2014 | Muay-Thai     | Ivo Santos        | Seniores  | -67 Kg         |
| 2013/2014 | Muay-Thai     | Mariana Rodrigues | Seniores  | 65 Kg          |
| 2013/2014 | Semi-contacto | Íris Morais       | Cadetes   | -30 Kg         |
| 2013/2014 | Semi-contacto | Gonçalo Duarte    | Juvenis   | 70 Kg          |
| 2013/2014 | Semi-contacto | Ana Santos        | Veteranos | -65 Kg         |
| 2013/2014 | Semi-contacto | Albano Silva      | Veteranos | -84 Kg         |
| 2013/2014 | Semi-contacto | João Severino     | Veteranos | -94 Kg         |
| 2013/2014 | Low-Kick      | Marisa Ferreira   | Seniores  | -70 Kg         |
| 2013/2014 | K1            | Márcia Antunes    | Juniores  | -70 Kg         |
| 2013/2014 | K1            | Bárbara Bastos    | Juniores  | -48 Kg         |
| 2013/2014 | K1            | Joana Noivo       | Juniores  | 70 Kg          |
| 2013/2014 | K1            | João Carreira     | Juniores  | -75 Kg         |
| 2013/2014 | K1            | Mariana Rodrigues | Seniores  | 70 Kg          |